# Neuwiller-lès-Saverne
Neuwiller-lès-Saverne är en kommun i departementet Bas-Rhin i regionen Grand Est (tidigare regionen Alsace) i nordöstra Frankrike. Kommunen ligger i kantonen Bouxwiller som tillhör arrondissementet Saverne. År 2022 hade Neuwiller-lès-Saverne 1 099 invånare.

## Befolkningsutveckling
Antalet invånare i kommunen Neuwiller-lès-Saverne
| Referens: INSEE |